# Communauté de communes d’Alsace Bossue
Die Communauté de communes d’Alsace Bossue ist ein ehemaliger französischer Gemeindeverband mit der Rechtsform einer Communauté de communes im Département Bas-Rhin in der Region Grand Est. Sie wurde am 31. Dezember 1998 gegründet und umfasste 32 Gemeinden im Regionalen Naturpark Vosges du Nord in der Landschaft des Krummen Elsass. Der Verwaltungssitz befand sich im Ort Drulingen.

## Historische Entwicklung
1984 entstand ein erster Kommunalverband Syndicat Intercommunal à Vocations Multiples (SIVOM), der aus 42  Gemeinden bestand. 1995 wurde er zur Communauté de Communes de l’Alsace Bossue, die 45 Gemeinden vereinigte, die im Bereich der Ortschaften Sarre-Union, Diemeringen und Drulingen lagen. 1997 wurde der Kommunalverband wieder in Syndicat Intercommunal à Vocations Multiples umbenannt. 1998 wurde die SIVOM in zwei Kommunalverbände unterteilt, die Communauté de communes d’Alsace Bossue mit 32 Gemeinden und die Communauté de communes du Pays de Sarre-Union, die aus 13 Gemeinden besteht.
Mit Wirkung vom 1. Januar 2017 fusionierte der Gemeindeverband mit der Communauté de communes du Pays de Sarre-Union und bildete so die Nachfolgeorganisation Communauté de communes de l’Alsace Bossue.
Trotz der weitgehenden Namensgleichheit mit der Vorgängerorganisationen handelt es sich um eine Neugründung mit anderer Rechtspersönlichkeit.

## Ehemalige Mitgliedsgemeinden
1. Adamswiller
2. Asswiller
3. Baerendorf
4. Berg
5. Bettwiller
6. Burbach
7. Bust
8. Butten
9. Dehlingen
10. Diedendorf
11. Diemeringen
12. Drulingen
13. Durstel
14. Eschwiller
15. Eywiller
16. Gœrlingen
17. Gungwiller
18. Hirschland
19. Kirrberg
20. Lorentzen
21. Mackwiller
22. Ottwiller
23. Ratzwiller
24. Rauwiller
25. Rexingen
26. Siewiller
27. Thal-Drulingen
28. Volksberg
29. Waldhambach
30. Weislingen
31. Weyer
32. Wolfskirchen